# Kolej wąskotorowa Cukrowni Leśmierz
Kolej wąskotorowa Cukrowni Leśmierz – zlikwidowana sieć kolei wąskotorowej o prześwicie 600 mm, której budowę można datować na 1924 r. natomiast likwidację na 1986 r. Jej długość w okresie największego rozwoju wynosiła 114 km. 
Kolej służyła do przewozu płodów rolnych (buraka cukrowego) do cukrowni w Leśmierzu oraz wysłodków buraczanych w kierunku przeciwnym. W miejscowości Walewice linia łączyła się z linią kolejową cukrowni Łyszkowice.

## Informacje o linii
| Przebieg                  | Długość linii [km] | Data budowy | Data likwidacji | Uwagi                                                                  |
| ------------------------- | ------------------ | ----------- | --------------- | ---------------------------------------------------------------------- |
| Młynów – Goslubie         | 6                  | 1924        | 1923            | Brak pozostałości w terenie                                            |
| Młynów – Lesmierz         | 13                 | 1940        | 1983            | Brak pozostałości w terenie                                            |
| Młynów – Las              | 13                 | 1924        | 1980            | do 2012 r. w miejscowości Leonów, na placu ładunkowym wąskotorowa waga |
| Las – Walewice            | 3                  | 1924        | 1970            | Pozostałości nasypów w terenie                                         |
| Walewice – Sobota         | 3                  | 1924        | 1970            | Pozostałości nasypów w terenie                                         |
| Sobota – Bogoria Dolna    | 4                  | 1924        | 1966            | Pozostałości nasypów w terenie                                         |
| Bogoria Dolna – Jackowice | 4                  | 1924        | brak danych     | Brak pozostałości w terenie                                            |
| Lisiewice – Piotrowice    | 6                  | brak danych | 1960            | Dane katastralne                                                       |
| Piotrowice – Walewice     | 4                  | 1924        | 1970            | Brak pozostałości w terenie                                            |
| Leśmierz – Sierpów Wąsk.  | 3                  | 1917        | 1986            | Pozostałości toru na stacji Śierpów Wąskotorowy, przyczółki mostowe    |
| Sierpów – Ner             | 22                 | 1922        | 1971            | Linia przez teren obecnego lotniska w Leźnicy                          |
| Ner – Kozanki             | 13                 | 1922        | 1971            | Do stacji normalnotorowej                                              |
| Ner – Dominikowice        | 18                 | 1924        | 1970            | Brak pozostałości w terenie                                            |
| Koryta – Siedlec          | 3                  | 1916        | 1986            | Od linii Krośniewice – Ozorków Wąskotorowy                             |